# Дэйнс, Стив
Сти́вен Дэ́вид «Стив» Дэйнс (англ. Steven David "Steve" Daines; 20 августа 1962, район Ван-Найс, Лос-Анджелес, Калифорния) — американский политик, член Республиканской партии, сенатор США от штата Монтана (с 2015).

## Биография
В 1984 году окончил Университет штата Монтана со степенью бакалавра наук. В том же году стал делегатом национального конвента Республиканской партии.
27 лет проработал в частном бизнесе — в Procter & Gamble и затем в технологичном стартапе RightNow Technologies, впоследствии приобретённом компанией Oracle.
В 2008 году кандидат республиканцев на губернаторских выборах в Монтане Рой Браун привлёк Дэйнса к своей кампании в качестве кандидата на должность вице-губернатора, но они проиграли выборы действующему губернатору Брайану Швейцеру и вице-губернатору Джону Боллинджеру. В начале 2011 года Дэйнс изменил своё первоначальное решение пойти на выборы в Сенат США от Монтаны, вступив в противостояние с обладателем этой должности демократом Джоном Тестером, поскольку свою кандидатуру выдвинул Денни Реберг. Вместо этого он решил добиться единственного места в Палате представителей США от Монтаны, освобождаемого Рербергом (республиканцы неизменно удерживали его за собой с 1997 года). Легко победив на республиканских праймериз, он получил в качестве оппонента на выборах в 2012 году кандидата от Демократической партии, члена Сената Монтаны Ким Джиллан. В ходе предвыборной кампании Дэйнс выступал за сокращение расходов федерального бюджета США и снижение налогов, против реформы здравоохранения и защиты пациентов, проводимой администрацией президента Барака Обамы (хотя допускал возможность сохранения отдельных её положений после определённой доработки — в частности, позволяющих обладателям страховки гарантировать выплату страхового покрытия). Кроме того, он выступал против абортов и однополых браков.
В 2012 году избран в Палату представителей США 113-го созыва, получив 53,2 % и оставался депутатом с 3 января 2013 по 3 января 2015 года.
В 2014 году победил на выборах в Сенат США от Монтаны кандидатку Демократической партии Аманду Кёртис, получив 57,6 % голосов против 40 % у соперницы.
В 2020 году победил на выборах в Сенат США от Монтаны кандидата Демократической партии и бывшего губернатора Стивена Баллока, получив 55 % голосов против 45 % у соперника.

## Личная жизнь
Стив Дэйнс родился в Калифорнии, но в возрасте неполных двух лет переехал вместе с семьёй в Бозмен, где провёл детство и юность. Его отец, Клэр Дэйнс (Clair Daines), монтанец в четвёртом поколении, взанимался в Бозмене девелопментом, сам Стив увлекался альпинизмом и скалолазанием, совершил восхождения на Гранит-Пик и Грэнд Тетон.
Стив Дэйнс женат на Синди Дэйнс, у них четверо детей: Дэвид, Энни, Кэролайн и Майкл.

## Состояние
Дэйнс является обеспеченным человеком и политиком. К 2023 году его финансовое состояние достигло 7.04 миллионов долларов, в то время как в 2019 году оно составляло 4.22 миллиона долларов.